# 森林公園駅 (北海道)

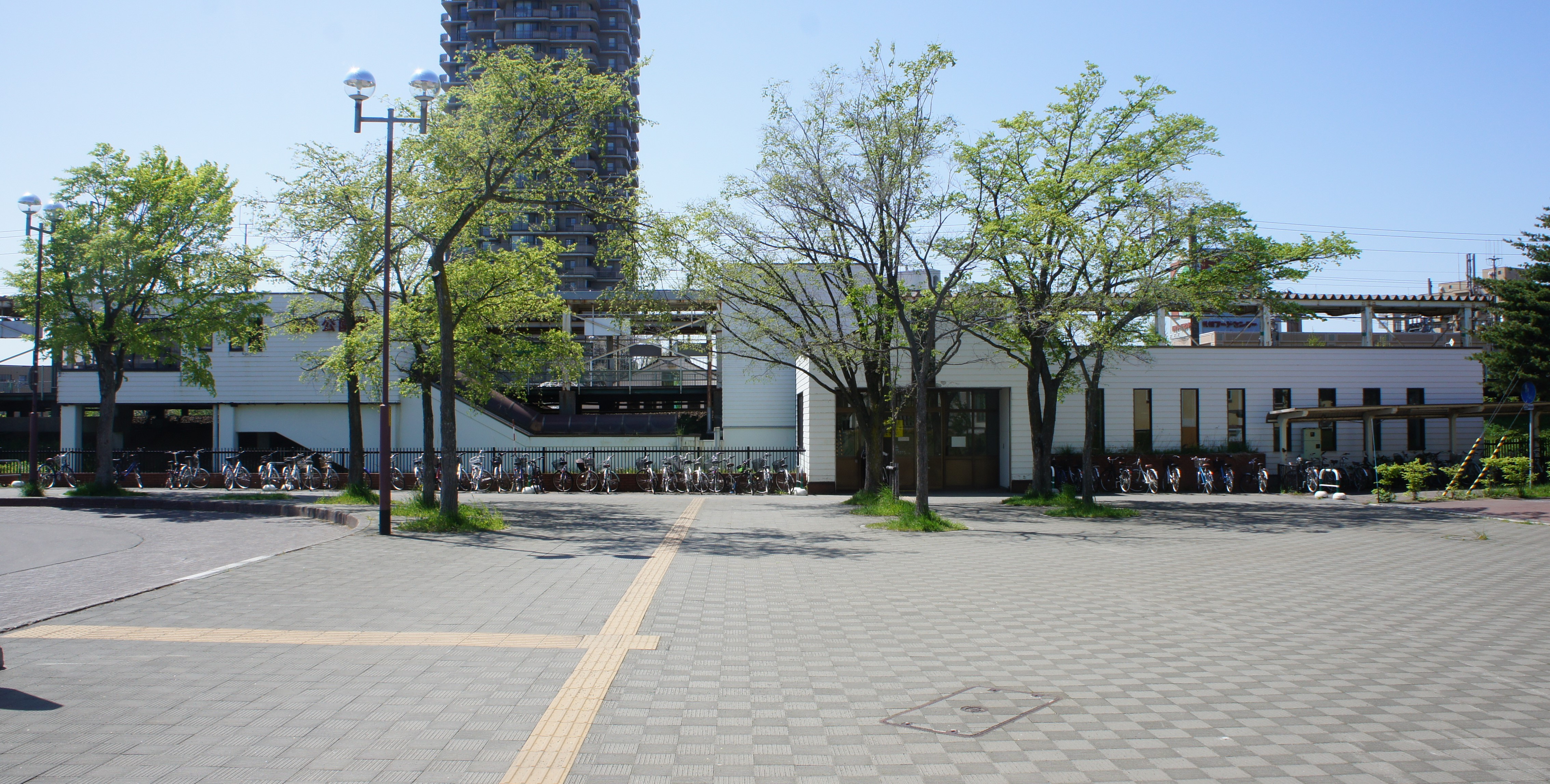
東口駅舎（2018年5月）

森林公園駅（しんりんこうえんえき）は、北海道札幌市厚別区厚別北1条4丁目にある北海道旅客鉄道（JR北海道）函館本線の駅である。駅番号はA05。電報略号はシコ。事務管理コードは▲130143。札幌市最東端の駅。

## 歴史
- 1983年（昭和58年）11月30日：新駅建設起工式[4]。
- 1984年（昭和59年）9月20日：日本国有鉄道の旅客駅として、札幌市白石区厚別町小野幌1085番地[1](現：札幌市厚別区厚別北1条4丁目3番1号)に開業。
- 1987年（昭和62年）4月1日：国鉄分割民営化により、北海道旅客鉄道（JR北海道）の駅となる。
- 1998年（平成10年）12月9日：自動改札機を設置し、供用開始[5]。
- 2004年（平成16年）4月1日：業務委託化。
- 2006年（平成18年）2月2日：駅構内にエレベーターを設置[6]。
- 2007年（平成19年）10月1日：駅ナンバリングを実施（A05）[7]。
- 2008年（平成20年）10月25日：ICカード「Kitaca」使用開始[8]。

### 駅名の由来
道立自然公園野幌森林公園（江別市）が近くにあり、大規模団地である森林公園パークタウンが造成されて俗称として定着していたこと、地元の要望から命名された。

## 駅構造
2面2線の相対式ホーム（ホーム長：180m・200m）を持つ築堤上の地上駅。
駅舎は西側の築堤上にある。「憩いの場」を意識したデザインであり、外装に地場産のレンガを使用し、ステンドグラス部分には伸びゆく樹が描かれた。駅舎の時計部分は、設置当時野幌森林公園に設置されていた北海道百年記念塔（2023年解体）を表している。東側へは改札外に設けられた連絡通路で通じる。
業務委託駅（北海道ジェイ・アール・サービスネット受託）。みどりの窓口、自動券売機、話せる券売機、自動改札機、キヨスク設置。

### のりば
| のりば | 路線      | 方向 | 行先             |
| ------ | --------- | ---- | ---------------- |
| 1      | ■函館本線 | 上り | 札幌・小樽方面   |
| 2      | ■函館本線 | 下り | 江別・岩見沢方面 |

（出典：JR北海道：駅の情報検索）

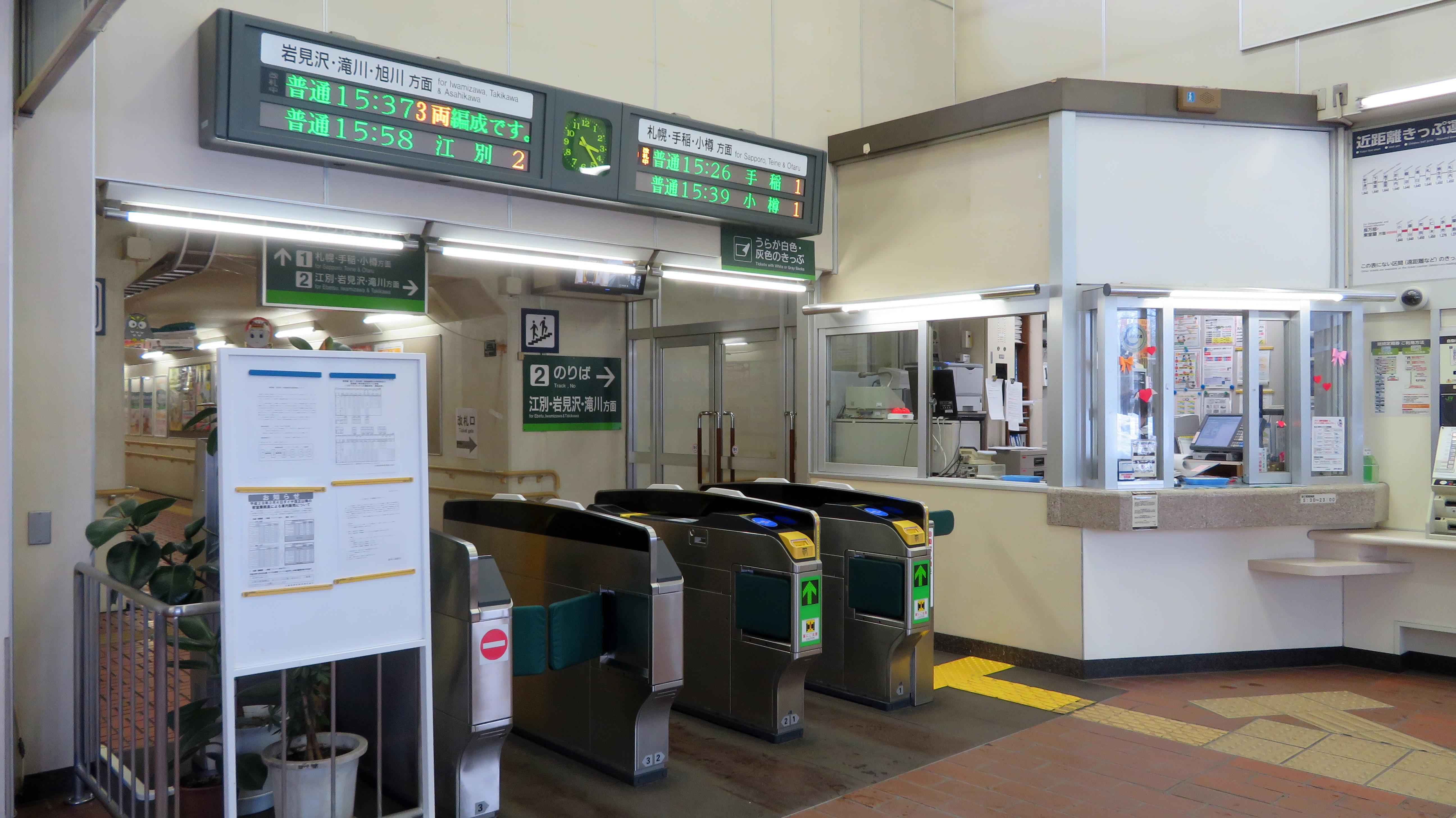
改札口
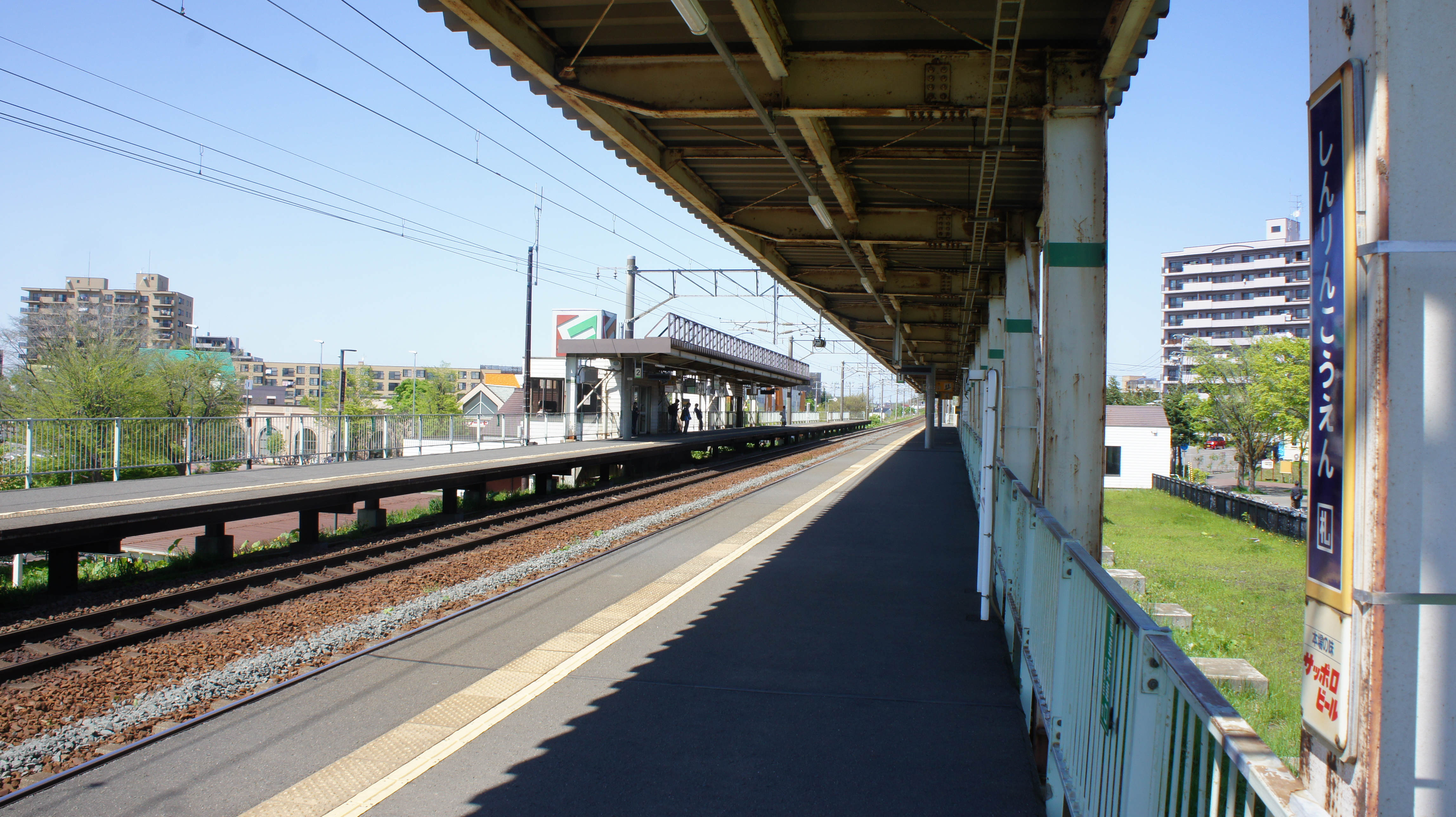
ホーム
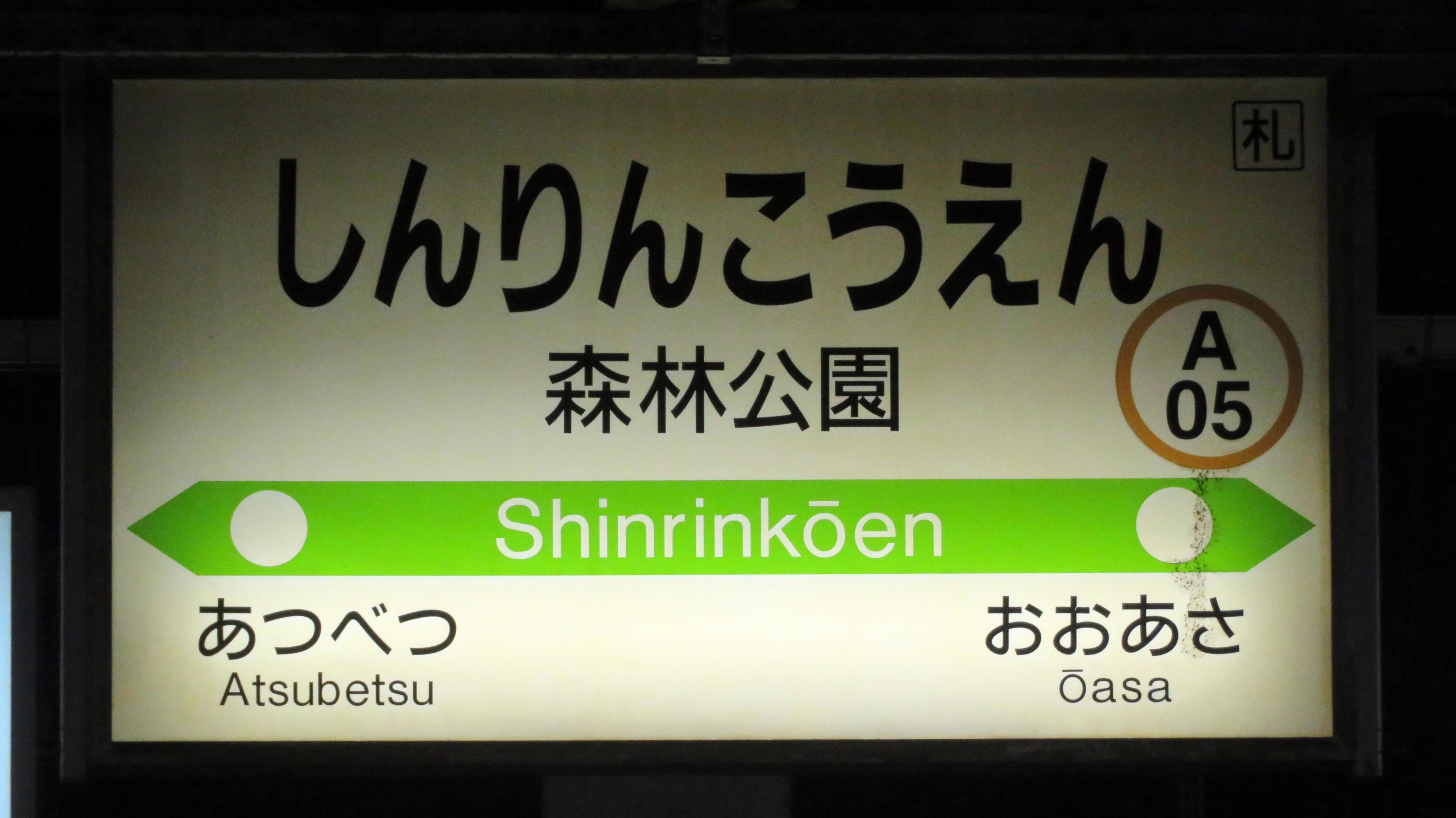
駅名標

## 利用状況
2022年（令和4年）度の1日平均乗車人員は3,508人である。
近年の1日平均乗車人員の推移は以下の通りである。
| 年度               | 1日平均 乗車人員 | 出典    |
| ------------------ | ---------------- | ------- |
| 1985年（昭和60年） | 862              | [ * 2 ] |
| ：                 |                  |         |
| 1990年（平成02年） | 2,544            | [ * 2 ] |
| ：                 |                  |         |
| 1995年（平成07年） | 3,476            | [ * 2 ] |
| ：                 |                  |         |
| 2000年（平成12年） | 3,213            | [ * 2 ] |
| 2001年（平成13年） | 3,120            | [ * 3 ] |
| 2002年（平成14年） | 3,148            | [ * 3 ] |
| 2003年（平成15年） | 3,265            | [ * 3 ] |
| 2004年（平成16年） | 3,342            | [ * 2 ] |
| 2005年（平成17年） | 3,471            | [ * 2 ] |
| 2006年（平成18年） | 3,672            | [ * 2 ] |
| 2007年（平成19年） | 3,782            | [ * 2 ] |
| 2008年（平成20年） | 3,881            | [ * 2 ] |
| 2009年（平成21年） | 3,898            | [ * 2 ] |
| 2010年（平成22年） | 3,939            | [ * 2 ] |
| 2011年（平成23年） | 4,162            | [ * 2 ] |
| 2012年（平成24年） | 4,141            | [ * 2 ] |
| 2013年（平成25年） | 4,149            | [ * 2 ] |
| 2014年（平成26年） | 4,128            | [ * 2 ] |
| 2015年（平成27年） | 4,191            | [ * 2 ] |
| 2016年（平成28年） | 4,209            | [ * 2 ] |
| 2017年（平成29年） | 4,173            | [ * 2 ] |
| 2018年（平成30年） | 4,181            | [ * 2 ] |
| 2019年（令和元年） | 4,159            | [ * 4 ] |
| 2020年（令和02年） | 3,347            | [ * 5 ] |
| 2021年（令和03年） | 3,278            | [ * 6 ] |
| 2022年（令和04年） | 3,508            | [ * 1 ] |

## 駅周辺
駅周辺は、大手デベロッパーの三菱地所が開発したマンション・戸建住宅街「森林公園パークタウン」である。駅西口には25階建の超高層マンション（森林公園パークハウス西参番街)がある。また、2つの高等学校の最寄り駅であることから、通学客が多い。
- 小野津幌川（駅近くを東口側から西口側に向かって流れる）

### 西口
- 森林公園センタービルリーヴ、リーヴココプラザ
  - 札幌森林公園駅前郵便局
  - 北洋銀行 森林公園支店
- リーヴテニスクラブ・リーヴフットボールクラブ
- 札幌フードセンター 森林公園店
- ホクノースーパー 厚別北店
- 西友 厚別店
  - ドン・キホーテ 厚別店（2023年4月28日オープン[11]）
- 厚別警察署森林公園交番
- 北海道大麻高等学校
- 札幌市立厚別北中学校
- 札幌市立厚別北小学校

### 東口
- 国道12号
  - ジェイ・アール北海道バス・夕張鉄道「厚別東小学校前」停留所
- 野幌森林公園
  - 北海道百年記念塔
  - 北海道開拓の村
  - 北海道博物館
- 北海道マイホームセンター札幌森林公園会場
- 森林公園温泉 きよら
- しまむら Avail 厚別東店
- ヤマダデンキ テックランド札幌厚別店
- ケーズデンキ 厚別店
- 札幌東税務署
- 北海道札幌啓成高等学校
- 札幌市立厚別東小学校

## バス路線
2022年（令和4年）4月1日現在。
東口
- ジェイ・アール北海道バス 空知線[12]
  - 新22 開拓の村線：開拓の村行、新札幌駅（新札幌バスターミナル）行

西口
- 北海道中央バス 白石営業所[13]
  - 白35 小野幌線：新さっぽろ駅行

## 隣の駅
北海道旅客鉄道（JR北海道）
■函館本線
厚別駅 (A04) - 森林公園駅 (A05) - 大麻駅 (A06)